# Столпня-1
Столпня-1 (бел. Стоўпня-1) — деревня в Белоболотском сельсовете Речицкого района Гомельской области Белоруссии.
На юге граничит с лесом.

## География

### Расположение
В 37 км на северо-восток от Речицы, 13 км от железнодорожной станции Сенозавод (на линии Гомель — Калинковичи), 53 км от Гомеля.

### Гидрография
На западе река Кобылевка (приток реки Днепр).

## Транспортная сеть
Транспортные связи по просёлочной, затем автомобильной дороге Калинковичи — Гомель. Планировка состоит из прямолинейной улицы, близкой к меридиональной ориентации и застроенной деревянными усадьбами.

## История
По письменным источникам известна с XIX века как селение в Чеботовичской волости Гомельского уезда Могилёвской губернии. Согласно переписи 1897 года хутор Столпня (он же Павловка). В 1926 году в Уваровичском районе Гомельского округа. В 1930 году организован колхоз. 10 жителей погибли на фронтах Великой Отечественной войны. Согласно переписи 1959 года в составе совхоза «Речица» (центр — деревня Белое Болото).

## Население

### Численность
- 2004 год — 23 хозяйства, 31 житель.

### Динамика
- 1897 год — 3 двора, 26 жителей (согласно переписи).
- 1909 год — 61 житель.
- 1926 год — 8 дворов 45 жителей.
- 1959 год — 128 жителей (согласно переписи).
- 2004 год — 23 хозяйства, 31 житель.